# Tobia (Ezra)
De familie van Tobia wordt genoemd in het Bijbelboek Ezra (2:59-60) onder degenen die behoorden tot de groep die in 538 v.Chr. met Zerubbabel terugkeerde naar Juda uit de Babylonische ballingschap. De familie van Tobia kon echter niet aantonen dat zij van Israëlitische voorouders afstamden, waardoor zij niet als Judeeërs werden erkend.
Sommigen veronderstellen dat de Tobia die bijna 100 jaar later gouverneur van Ammon was en een van de tegenstanders van Nehemia, voortkomt uit deze familie (die zich dan dus buiten Juda zou hebben gevestigd), maar bij gebrek aan gegevens valt hierover niets met zekerheid te zeggen.